# Ухтарка
Ухтарка — река в России, протекает по Республике Коми. Устье реки находится в 30 км по левому берегу от устья реки Тобыси. Длина реки составляет 39 км.
Система водного объекта: Тобысь → Ухта → Ижма → Печора → Баренцево море.

## Данные водного реестра
По данным государственного водного реестра России относится к Двинско-Печорскому бассейновому округу, водохозяйственный участок реки — Печора от впадения реки Уса до водомерного поста Усть-Цильма, речной подбассейн реки — Печора ниже впадения Усы. Речной бассейн реки — Печора.
Код объекта в государственном водном реестре — 03050300112103000076585.